# Banski Moravci
Banski Moravci is een plaats in de gemeente Karlovac in de Kroatische provincie Karlovac. De plaats telt 101 inwoners (2001).